# Jean-René Bélanger
Jean-René Bélanger (Fleurimont, Quebec, 18 juni 1981) is een Canadees langebaanschaatser.
Bélanger was in 2002 en 2004 Canadees sprintkampioen. Hij zit in de Canadese langebaanselectie sinds het seizoen 2004-2005.
In de stad Quebec geeft hij radiocommentaar bij amateursporten.

## Persoonlijke records
| Afstand      | Tijd     | Datum            | Baan    |
| ------------ | -------- | ---------------- | ------- |
| 500 meter    | 35,45    | 27 december 2005 | Calgary |
| 1000 meter   | 1.09,13  | 31 december 2005 | Calgary |
| 1500 meter   | 1.48,82  | 21 oktober 2006  | Calgary |
| 3000 meter   | 3.58,81  | 11 augustus 2002 | Calgary |
| 5000 meter   | 6.55,72  | 11 maart 2001    | Calgary |
| 10.000 meter | 14.48,36 | 19 december 1999 | Calgary |

## Resultaten
| Jaar | NK Afstanden               | NK Allround | NK Sprint | Wereldbeker                 | WK Sprint | WK Junioren |
| ---- | -------------------------- | ----------- | --------- | --------------------------- | --------- | ----------- |
| 1997 | -                          | 20e         | -         | -                           |           |             |
| 1998 | -                          | -           | -         | -                           |           | DQ1         |
| 1999 | -                          | 6e          | -         | -                           |           | DQ1         |
| 2000 | -                          | 11e         | -         | -                           | -         | NC51        |
| 2001 | -                          | NC          | -         | -                           | -         |             |
| 2002 | NC 500m 5e 1000m           | -           | Goud      | -                           | -         |             |
| 2003 | -                          | 12e         | NF1       | -                           | -         |             |
| 2004 | -                          | -           | Goud      | 48e 500m 44e 100m 46e 1500m | 27e       |             |
| 2005 | -                          | NC          | Brons     | 50e 1000m                   | 29e       |             |
| 2006 | 5e 500m 5e 1000m 15e 1500m | -           | -         | 46e 500m 45e 1000m          | 33e       |             |
| 2007 | NC 500m                    | -           | -         | -                           | -         |             |
| 2008 | 9e 500m 10e 1000m 9e 1500m | -           | -         | -                           | -         |             |

- = geen deelname
DQ1 = gediskwalificeerd op de 1e afstand
NC = niet gekwalificeerd voor de laatste afstand
NC# = niet gekwalificeerd voor de laatste afstand, maar wel als # geklasseerd in de eindrangschikking
NF1 = niet gefinisht op de 1e afstand